# Spelmanstävling i Arvika 1909
Spelmanstävling i Arvika 1909, var en spelmanstävling i Arvika år 1909.

## Historik
Spelmanstävlingen i Arvika anordnades 18–19 juli 1909 i samband med hembygdsfesten. Till tävlingen hade ett 50-tal spelmän anmält sig. Instrumenten bestod av fiol, klarinett, flöjtblåsare, psalmodikon och näverlur. Prisdomarna bestod av konsertmästaren Lars Zetterquist, häradshövdingen Nils Andersson, Lund och kammarmusikern Söderlund.

## Pristagare

### Solospelning
| Pris      | Namn                                   | Summa                    |
| --------- | -------------------------------------- | ------------------------ |
| 1:a pris  | Adolf Möller, Emilsdal, Gillberga      |                          |
| 1:a pris  | Albin Nilsson, Ekenäs, Gustavsfors     | En bägare och 20 kronor. |
| 1:a pris  | Edvin Killander, Torrskog, Dalsland    | En bägare och 20 kronor. |
| 1:a pris  | A. Olsson, Berg, Mölnbacka             | En bägare och 20 kronor. |
| 2:a pris  | Okänd                                  | 15 kronor.               |
| 2:a pris  | Okänd                                  | 15 kronor.               |
| 2:a pris  | Okänd                                  | 15 kronor.               |
| 2:a pris  | Okänd                                  | 15 kronor.               |
| 2:a pris  | Okänd                                  | 15 kronor.               |
| 2:a pris  | Okänd                                  | 10 kronor.               |
| 3:e pris  | Okänd                                  | 10 kronor.               |
| 3:e pris  | Okänd                                  | 10 kronor.               |
| 3:e pris  | Okänd                                  | 10 kronor.               |
| 3:e pris  | Okänd                                  | 10 kronor.               |
| 3:e pris  | Okänd                                  | 10 kronor.               |
| 3:e pris  | Okänd                                  | 10 kronor.               |
| 3:e pris  | Okänd                                  | 10 kronor.               |
| 3:e pris  | Okänd                                  | 5 kronor.                |
| 3:e pris  | Okänd                                  | 5 kronor.                |
| Extrapris | Gustaf Larsson och F. Lindbäck         | 20 kronor.               |
| Extrapris | Carl Persson, Södra Edsberg, Segerstad | En fiol.                 |

### Blåsinstrument
| Pris     | Namn                                                 | Summa      |
| -------- | ---------------------------------------------------- | ---------- |
| 1:a pris | Olof Johnson i Skog, Brunsberg                       | 20 kronor. |
| 1:a pris | D. P. Hagalund, Haga, Arvika                         | 20 kronor. |
| 1:a pris | Alfred Teodor Stolpe, Koppoms bruk, Järnskogs socken | 20 kronor. |

### Psalmodikon
| Pris     | Namn                             | Summa                    |
| -------- | -------------------------------- | ------------------------ |
| 2:a pris | Anders Björn, Salungen, Mangskog | En bägare och 15 kronor. |